# نظرية نشوء الجنين
تشير نظرية نشوء الجنين (وهي نظرية تقع في مكان متوسط بين نظرية أصول النمو ونظرية الصحة والمرض) على دور الظروف البيئية قبل الولادة وبعدها في صحة النمو من مرحلة الطفولة وحتى البلوغ. تنقسم تأثيرات نشوء الجنين ضمن ثلاث خصائص هي: الكمون؛ إذ تبقى التأثيرات غير واضحة حتى وقت متأخر من الحياة، الثبات إذ تستمر هذه الظروف المسببة بعوامل جنينية بالظهور في ظروف معينة، والبرمجة الوراثية والتي تشرح كيف قد يتم تبديل أحد الجينات المعينة بسبب ظروف حدثت قبل الولادة. تقدم الأبحاث العلمية في مجال البيئة والأوبئة وعلم الجنين دعماً لهذه النظرية.

## الخلفية
اعتُقد في وقت سابق أن الجنين هو عبارة عن «طفيلي مثالي» محصن ضد السموم البيئية الضارة والمنتقلة من الأم عبر المشيمة. وبسبب هذا الاعتقاد، شربت النساء الحوامل المشروبات الكحولية وتناولن الأدوية والسجائر بحرية تامة من فترة أوائل وحتى منتصف القرن العشرين، وبالإضافة لذلك لم تهتم النساء في ذلك الوقت بنوعية الأغذية الضرورية للنمو الصحي للجنين. تحدى العلماء هذا الاعتقاد السائد من خلال نتائج الأبحاث التي أكدت أن الحالات المأساوية للأجنة كان سببها الرئيسي أشياء تناولتها -أو لم تتناولها- الأم في فترة الحمل.
تعد أزمة العيوب الخلقية والناتجة عن دواء التاليدوميد والذي انتشر في الستينيات من أجل إيقاف شعور غثيان الصباح عند النساء الحوامل مثالاً على ذلك؛ إذ أدى تناول هذا الدواء إلى ولادة آلاف الأطفال الذين يعانون من عيوب خلقية تتراوح من تلف في الدماغ وحتى غياب الذراعين والساقين وغيرها. وبنفس الطريقة في عام 1971 وُجد عقار يعرف باسم ديثيلستيبيسترول يسبب عند تناوله من قبل النساء الحوامل أحد أنواع السرطانات نادرة الحدوث والمعروف باسم «كلير-سيل أدينوكارسينوما» والذي يعد نادراً جداً عند النساء الذين لم يبلغوا سن انقطاع الطمث بعد. يوضح هذا الاكتشاف بشكل محدد أن ما يحدث أثناء فترة الحمل قادر على التأثير على الصحة مستقبلاً وحتى سن البلوغ. بقيت متلازمة الطفل الكحولي مجهولة وغير مشخصة حتى شخصت رسمياً عام 1973، وبدأت حكومة الولايات المتحدة عام 1989 بفرض وضع علامات تحذيرية موجهة للحوامل على جميع المشروبات الكحولية المباعة. وعلى الرغم من توثيق المخاطر المرتبطة ببعض المواد المستخدمة أثناء الحمل فإن نظرية نشوء الجنين تتجاوز المواد الطبية لتتوسع في التأثيرات الأخرى مثل إجهاد الأم والسمنة والإنفلونزا والتغذية والتلوث وتأثيراتها على الجنين النامي.

## نظرية باركر
أيّد عالم الأوبئة دافيد باركر نظرية نشوء الجنين ودورها في أمراض البالغين وكان من أوائل من أيدها ما جعل هذه النظرية تُعرف باسم «نظرية باركر». نشر باركر في عام 1986 نتائج لدراسة تقترح وجود صلة مباشرة بين التغذية في مرحلة ما قبل الولادة ومرض القلب التاجي المتأخر، ولاحظ أن المناطق الأكثر فقراً في إنجلترا احتوت على أعلى معدل إصابة بأمراض القلب بطريقة تكشف العلاقة الافتراضية بين انخفاض الوزن عند الولادة وحدوث الأمراض بعد البلوغ. قوبلت النتائج التي وصل إليها بالرفض والنقد بسبب أنه في ذلك الوقت كانت أمراض القلب محددة في الغالب بنمط الحياة والعوامل الوراثية، ولكن النتائج تكررت بعد ذلك في عدة مجموعات متنوعة في أوروبا وآسيا وأمريكا الشمالية وأفريقيا وأستراليا أيضاً. قدم باركر شرحاً لهذه النتائج إذ اقترح أن الأجنة تتعلم التكيف مع البيئة التي تتوقع العيش فيها خارج الرحم. تعمل جميع المواد والإشارات التي تدخل عبر المشيمة على أنها «رسائل بريدية» تعطي أدلة عن العالم الخارجي للجنين لتجعله يتكيف فيزيولوجياً بشكل مناسب لها. يمكن أن تكون هذه آلية تكيفية ناجحة عندما تستطيع تمثيل العالم الخارجي وظروف الولادة للجنين بدقة، ولكنها قد تصبح آلية ضارة جداً عندما لا تتطابق الظروف التي هيأها الجنين لنفسه مع وضع العالم الذي ولد فيه.

### نمط النمو المقتصد
تقترح نظرية نمط النمو المقتصد أن عدم توفر العناصر الغذائية خلال فترة ما قبل الولادة ثم تحسنها لاحقاً يؤدي لزيادة خطر الإصابة باضطرابات التمثيل الغذائي مثل مرض السكري من النمط الثاني ويأتي هذا بسبب التغيرات الدائمة في استقلاب ومعالجة الجلوكوز-أنسولين والمحددة في الرحم. يؤثر هذا على المجتمعات الفقيرة إذ يمكن أن تكون مشكلة نقص التغذية متفشية عند الأم ما يؤدي إلى برمجة الأجنة بيولوجياً لتتوقع بيئات تغذية مترنحة. لا يمكن معالجة الأطعمة المصنعة والتي يسهل الوصول إليها والتي تُستهلك بسهولة من قبل الأشخاص الذين اعتادوا عليها بمجرد الخروج للعالم الخارجي. يؤدي هذا الاختلاف بين العجز الغذائي المتوقع والفائض الفعلي إلى السمنة وفي النهاية مرض السكري من النمط الثاني. بدأت عالمة الأوبئة في كلية الطب بجامعة هارفارد جانيت ريتش إدواردز في البداية بدحض نظرية نشوء الأجنة مستعينة بقاعدة بياناتها والتي تضم بيانات أكثر من 100000 ممرضة، ولكنها وجدت أن النتائج ثابتة وتوضح وجود علاقة قوية بين انخفاض الوزن عند الولادة ومرض القلب التاجي والسكتة الدماغية لاحقاً.

## نتائج البحث

### الدعم الاقتصادي
تتأثر نتائج الحمل أحيانًا بواقع المجتمع إذ تظهر بعض المقارنات اختلافات ملحوظة في بيان التعداد بين الأطفال الذين حملت بهم أمهاتهم في فترة انتشار وباء الإنفلونزا عام 1918 وبين أولئك الذين حُملوا مباشرة قبل أو بعد الأزمة الصحية، بانت النتائج أكثر وضوحاً عندما حقق أولئك الأطفال والذين كانوا أجنّة في فترة الأزمة الصحية مستويات أدنى علمياً واقتصادياً واجتماعياً، وبشكل محدد كانت نسبة التخرج من المدرسة الثانوية أقل عندهم بـ 15%، وكان 15% منهم معرضون لأن يكونوا فقراء و20% من البالغين منهم كانوا أكثر عرضة للإعاقة. أجرى الباحث الاقتصادي دوغلاس ألموند دراسات على حوادث تاريخية أخرى كانت قد أثرت على مجموعات معينة من الأجنة مثل كارثة تشيرنوبيل النووية والقفزة الكبرى التي أدت لمجاعة مميتة في الصين ووجد أن كلتا المجموعتين أصيبتا بضعف في القدرات المعرفية وانخفاض مستويات الذكاء. يمكن أن تؤدي هذه النتائج لتأثيرات دائمة على إنتاجية المجتمع والأمن الاقتصادي لجيل كامل من الأفراد كما أنها قد تستمر لتؤثر على الأحفاد في المستقبل من خلال تغيير المورثات الجينية.

### الدعم الوبائي والجيني
يهتم علم التخلق بدراسة سلوك الجينات وإمكانية تغيير التعبير الجيني من قبل البيئة المحيطة دون أي تغيير بالحمض النووي. يُعتقد أن هذا ممكن بشكل خاص أثناء تطور ما قبل الولادة. بات معروفاً أن الإجهاد والنظام الغذائي يسببان تغيّرات في الجنين. قد تكون النتائج التي تربط تعرض الأم للتلوث مع النتائج الصحية السيئة للأطفال مرتبطة بتغير التعبير الجيني. تتحدث بعض الدراسات أيضاً عن تغير وزن الأم ودوره في حدوث هذه المشاكل، إذ تظهر النتائج أن النساء اللاتي عانين من زيادة في الوزن أثناء فترة الحمل أنجبوا أطفالاً أكثر عرضة للسمنة، قد يكون هذا بسبب توريث الجينات المرتبطة بالسمنة وأكد على ذلك لاحقاً أن الأشقاء الذين ولدوا لنفس النساء ولكن بعد خضوعهن لعمليات جراحية من أجل تخفيض الوزن لم يكونوا معرضين للسمنة بشكل أكبر من غيرهم وكانت طبيعة الاستقلاب لديهم مختلفة تماماً عن أشقائهم رغم أنهم ولدوا لنفس الأم الأمر الذي دعم فكرة أن بيئة الحمل تؤثر بقوة على النتائج المستقبلية.
تحدثت الأستاذة في جامعة برينستون جانيت كوري أثناء مناقشة نتائج علم التخلق والناتجة عن نظرية نشوء الجنين أن «التمييز الحاصل منذ فترة طويلة بين الطبيعة والتغذية عفا عليه الزمن وأصبح معلومات غير مفيدة. يمكن أن يؤدي سوء التغذية في حال حدث أثناء الحمل لتفاقم المشكلة البيئية الأصل ولكنه لن يسبب هذه المشاكل من تلقاء نفسه».